# Нкаусу, Дэвис
Дэвис Нкаусу (англ. Davies Nkausu; род. 1 января 1986, Лусака) — замбийский футболист, защитник сборной Замбии.

## Карьера

### Чипарамба Грейт Иглз
Карьера Нкаусу началась в 2002 году в замбийском клубе «Чипарамба Грейт Иглз». В марте 2003 года он и его одноклубник Доминик Йобе были приглашены на просмотр в английский «Манчестер Юнайтед», став первыми замбийскими игроками, попавшими в этот клуб. Они провели на просмотре две недели. Игроки не заинтересовали руководство «Манчестера», и Нкаусу вернулся в «Чипарамба».
Вспоминая в 2012 году о своей поездке в Англию, Нкаусу утверждал, что Фергюсон сравнивал его с полузащитником лондонского «Арсенала» Патриком Виейра, что помогло ему поверить в свои силы в футболе.

### Университет Претории
Спустя семь месяцев после просмотра в «Манчестере» Нкаусу перебрался в ЮАР, где подписал контракт с клубом первого дивизиона «Университет Претории». В своём стартовом сезоне — 2004/05 — он провёл за основной состав команды 34 игры. В следующем сезоне — 2005/06 — он принял участие в 29 матчах из 30 игр чемпионата, забив при этом один мяч. В сезоне 2006/07 в 26 проведённых матчах Нкаусу забил 3 гола, что помогло его команде финишировать на третьем месте и побороться за право выхода в Премьер-лигу. Одолев «Виннерс Парк», «Университет Претории» уступил в финале плей-офф клубу «АмаЗулу». После сезона 2007/08, в течение которого Нкаусу 17 раз появлялся на поле, у клуба возникли проблемы с финансированием, и игрок перебрался в «Суперспорт Юнайтед», одержавший победу в Премьер-лиге ЮАР и считавшийся на тот момент одним из лучших клубов страны.

## Достижения
Сборная Замбии
- Обладатель Кубка Африканских наций: 2012

 Суперспорт Юнайтед
- Чемпион ЮАР: 2007/08, 2008/09, 2009/10